# Marching to Mars
Albums de Sammy Hagar
Sammy Hagar 1987
(1987) Red Voodoo
(1999)
Marching To Mars est un album du guitariste, chanteur et compositeur américain Sammy Hagar. L'album est sorti le 20 mai 1997.